# 1635 en santé et médecine
| Années de la santé et de la médecine : 1632 - 1633 - 1634 - 1635 - 1636 - 1637 - 1638    |
| Décennies de la santé et de la médecine : 1600 - 1610 - 1620 - 1630 - 1640 - 1650 - 1660 |

## Événements
- 15 mai : à la suite d'un projet de Guy de La Brosse, après les lettres patentes de 1626, et l'édit de 1633 déclarant un achat de propriété sur la terre d'Alez, un nouvel édit de  Louis XIII confirme l'inauguration du Jardin royal des plantes médicinales, futurs Jardin des plantes et Muséum national d'histoire naturelle[1].
- En France, « un document officiel […] précise qu’un apothicaire ne pourra délivrer un poison que s’il connaît la destination des poisons demandés[2] ».
- Pose de la première pierre de l'apothicairerie de l'hôpital Saint-Laurent, à Chalon-sur-Saône, établissement qui est à l'origine de l'actuel centre hospitalier William-Morey[3].
- Première mention, à Strasbourg, de l'enseigne  « Au cerf d'or », pour une officine d'apothicaire située à l'emplacement de la « Pharmacie du cerf » encore ouverte en l'an 2000, au 10, place de la Cathédrale[4].
- Fondation, au royaume de Hongrie, de l'université de Nagyszombat dont la faculté de médecine, origine de l'actuelle université Semmelweis, à Budapest, n'ouvrira qu'en 1769[5].

## Publications
- Henry Boivin du Vauroy traduit du grec en français la Physionomie d'Adamantius (en), ainsi que des traités, attribués au mythique Mélampous, sur la divination par les signes corporels[6].
- Édition posthume du premier tome des  Consilia medicinalia de Guillaume de Baillou († 1616), par son petit neveu Jacques Thévart (1600-1674), professeur de médecine à Paris[7].
- Joan Benningh Bodecheer, professeur de philosophie à Leyde publie deux discours « sur la contagion et le mépris de la mort », auxquels il joint un troisième « pour montrer que les maladies de l'esprit sont pires que celles du corps[8] ».
- Parution du Recueil des secrets de Louise Bourgeois (1563-1636), sage-femme de Marie de Médicis[9].
- Tommaso Campanella, poète, astronome et philosophe dominicain, fait paraître ses Medicinalia[10].
- Parution des trois volumes de la Practica medicina du médecin italien Giovanni Battista Cortesi (it) (v. 1554 – v. 1634), professeur à Messine[11].
- Marc Duncan († 1640), médecin écossais, publie son Apologie pour M. Duncan[12], en réponse aux critiques que lui a adressées La Mesnardière dans son Traité de la mélancolie[13], sur son Discours[14] de 1634 sur les possédées de Loudun[15].
- Johann Georg Pelshofer (de) (1599-1637) édite à titre posthume les leçons sur l'opium données par Johann Hartmann (de) (1568-1631) en 1615 à Marbourg[16].
- Dans son Traité de la mélancholie[13], Hippolyte-Jules Pilet de La Mesnardière (1610-1663), médecin et homme de lettres, « en réponse à la thèse de Duncan[14] [...], défend l'idée d'une possession des religieuses [de Loudun[15]] ».
- François de Monginot (1569-1637), médecin ordinaire du roi, converti au protestantisme, publie son Traité de la conservation et prolongation de la santé[17],
- Dans son In actiones Juliodunensium virginum exercitatio medica[18], François Pidoux, médecin, doyen de la faculté et maire de Poitiers, petit-fils du  François Pidoux, soutient contre Marcel Duncan la thèse du caractère surnaturel de la possession, chez les ursulines de Loudun[19].
- Alexandre de Ponthieu, Simon Dufresne, Jean du Moulin († 1668) et d'autres médecins d'Amiens s'invectivent à propos des vapeurs répandues dans la ville par l'« airieur[20] » Henri le Cointe[21],[22],[23].
- Sous le titre d'Opera chymiatrica, édition latine, à Francfort, en un seul volume, de plusieurs  traités de chimie médicale de Johann Rheinlandt (de) (1528-1589), chimiste et théologien allemand[24].
- Johann Pharamund Rhumel (en) (1597-1661), médecin et alchimiste allemand, rassemble une douzaine de courts traités en un seul volume, sous le titre d'Opuscula chymico-magico-medica[25].
- Parution de l'Ἰατρικον ἀγωνισμα (« Concours médical »), thèses de médecine soutenues par Jacques Robethon, maître ès arts, originaire d'Autun, à l'université de Montpellier en présence du chancelier François Ranchin[26].
- Publication des quatre dernières des quinze « Disputations tirées de la Méthode de traitement de Galien » (Disputationes ex libris Galeni De methodo medendi depromptae[27]), soutenues au collège de médecine de Strasbourg sous la direction de Melchior Sebitz le Jeune (en) (1578-1674) par Johann Valentin Wille, originaire de Francfort, Johann Joachim Schlanhov, de Worms, Peter Fuchs, de Nuremberg, et Balthazar Gottfried Schwartz, d'Aub.
- Publication posthume du traité sur la goutte (De male della podagra) de Matteo Soriano, médecin originaire de Lentini, attaché à la cour de Toscane[28].
- Parution à Vérone d'un traité sur la fièvre typhoÏde, du médecin Alessandro Vicentini[29].
- Fabien Violet, sieur de Coqueray, médecin, publie sa Parfaite et Entière Connaissance de toutes les maladies du corps humain causées par obstruction[30],[31].
- Daniel Winckler, médecin, reçu docteur à Wittemberg, examine dans son De opio tractatus[32] le De opii natura liber[33] de Johann Freitag (de) (1581-1641).

## Naissances
- 6 mai : Johann Joachim Becher (mort en 1682), médecin et chimiste allemand[34].
- Robert Hooke (mort en 1703), homme de sciences anglais, important contributeur dans les domaines de la biologie et de la médecine[35].
- Vers 1635 :
  - Jean-Baptiste Juvet (mort à une date inconnue), apothicaire à Chaumont[36].
  - Charles-François Tassy, dit Félix (mort en 1703), premier chirurgien du roi Louis XIV[37].

## Décès
- 31 janvier : Johan Chesnecopher (sv) (né en 1581), professeur de médecine à l'université d'Uppsala[38],[39].
- 19 août : Daniel Mögling (né en 1596), médecin et astronome allemand [40].
- 23 octobre : Peter Uffenbach (né en 1566), éditeur et traducteur d'ouvrages de médecine, de chirurgie, de médecine vétérinaire et de botanique[41].
- René Baudin (ou Bodin) (né à une date inconnue), successeur de Toussaint Fournier (1544-1614) à la chaire de médecine du collège universitaire jésuite de Pont-à-Mousson[42].
- Johann Rudolf Camerer (né en 1578), professeur de médecine à Tübingen, auteur de « Secrets de la médecine et de la nature » (Sylloges memorabilium medicinae et mirabilium naturae arcanorum) dont les vingt volumes paraissent entre 1614 et 1683[43].
- Jean Levrechon (né à une date inconnue), professeur de médecine à Pont-à-Mousson, père de son homonyme, le mathématicien Jean Levrechon[42].
- Adrien Toll (né à une date inconnue), professeur de médecine à l’université de Leyde, éditeur de Galien, de Johann Stocker et du traité sur les pierres d'Anselme de Boodt[44].